# Olympische Sommerspiele 1996/Teilnehmer (Bulgarien)
| Gelbes Symbol für Goldmedaillen mit stilisierten Olympischen Ringen | Graues Symbol für Silbermedaillen mit stilisierten Olympischen Ringen | Braundes Symbol für Bronzemedaillen mit stilisierten Olympischen Ringen |
| ------------------------------------------------------------------- | --------------------------------------------------------------------- | ----------------------------------------------------------------------- |
| 3                                                                   | 7                                                                     | 5                                                                       |

Bulgarien nahm bei den Olympischen Sommerspielen 1996 in der US-amerikanischen Metropole Atlanta mit 110 Sportlern, 36 Frauen und 74 Männern, in 89 Wettbewerben in 17 Sportarten teil.
Seit 1896 war es die fünfzehnte Teilnahme Bulgariens bei Olympischen Sommerspielen.

## Flaggenträger
Der Volleyballer Dimo Tonew trug die Flagge Bulgariens während der Eröffnungsfeier am 19. Juli im Centennial Olympic Stadium.

## Medaillengewinner
Mit drei gewonnenen Gold-, sieben Silber- und fünf Bronzemedaillen belegte das bulgarische Team Platz 22 im Medaillenspiegel.

### Gold
| Name               | Sportart       | Wettkampf                        |
| ------------------ | -------------- | -------------------------------- |
| Stefka Kostadinowa | Leichtathletik | Hochsprung                       |
| Daniel Petrow      | Boxen          | Leicht-Fliegengewicht            |
| Walentin Jordanow  | Ringen         | Freistil, Fliegengewicht (52 kg) |

### Silber
| Name/n                                                                                               | Sportart     | Wettkampf                        |
| --- | ------------ | -------------------------------- |
| Serafim Todorow                                                                                      | Boxen        | Federgewicht                     |
| Tontscho Tontschew                                                                                   | Boxen        | Leichtgewicht                    |
| Krassimir Dunew                                                                                      | Turnen       | Reck                             |
| Emil Milew                                                                                           | Schießen     | Schnellfeuerpistole              |
| Diana Jorgowa                                                                                        | Schießen     | Sportpistole (25 m)              |
| Joto Jotow                                                                                           | Gewichtheben | Mittelgewicht (76 kg)            |
| Maja Tabakowa, Iwelina Talewa, Wjara Wataschka, Ina Deltschewa, Walentina Kewlijan und Marija Kolewa | Turnen       | Rhythmische Sportgymnastik, Team |

### Bronze
| Name                              | Sportart     | Wettkampf              |
| --------------------------------- | ------------ | ---------------------- |
| Tanju Kirjakow                    | Schießen     | Luftpistole            |
| Marija Grosdewa                   | Schießen     | Luftpistole            |
| Sewdalin Mintschew                | Gewichtheben | Fliegengewicht (54 kg) |
| Nikolaj Pešalov                   | Gewichtheben | Bantamgewicht (59 kg)  |
| Andrian Duschew und Milko Kasanow | Kanu         | K2 1000 m              |

## Teilnehmer
Die jüngste Teilnehmerin Bulgariens war die Turnerin Wesselina Gentschewa mit 15 Jahren und 57 Tagen, die älteste war die Schützin Nonka Matowa mit 41 Jahren und 278 Tagen.
| Name                   | Alter | Geschlecht | Sportart                   | Resultat(e) |
| ---------------------- | ----- | ---------- | -------------------------- | --- |
| Jordan Anew            | 22    | männlich   | Ringen                     | Platz 6 im Fliegengewicht griechisch-römisch |
| Anna Angelowa          | 25    | weiblich   | Fechten                    | Platz 24 im Florett-Einzel |
| Atanaska Angelowa      | 23    | weiblich   | Leichtathletik             | Platz 17 in der Diskuswurf-Qualifikation |
| Kalojan Baew           | 23    | männlich   | Ringen                     | Platz 13 im Leicht-Schwergewicht Freistil |
| Serafim Barsakow       | 20    | männlich   | Ringen                     | Platz 12 im Leichtgewicht Freistil |
| Daniel Petrow          | 24    | männlich   | Boxen                      | Gold im Leicht-Fliegengewicht |
| Plamen Bratojtschew    | 29    | männlich   | Gewichtheben               | Platz 8 im Halb-Schwergewicht |
| Nikolaj Buchalow       | 29    | männlich   | Kanurennsport              | Platz 9 im C1 über 1000 Meter disqualifiziert im Finale mit dem C1 über 500 Meter |
| Aleksandar Christow    | 31    | männlich   | Boxen                      | Platz 17 im Bantamgewicht |
| Ina Deltschewa         | 19    | weiblich   | Rhythmische Sportgymnastik | Silber mit der Mannschaft |
| Christo Dimitrow       | 27    | männlich   | Ringen                     | Platz 15 im Leicht-Schwergewicht griechisch-römisch |
| Dessislawa Dimitrowa   | 24    | weiblich   | Leichtathletik             | Platz 3 im dritten Vorlauf mit der 100-Meter-Staffel |
| Swetla Dimitrowa       | 26    | weiblich   | Leichtathletik             | Zweites Halbfinale über 100 Meter Hürden |
| Krassimir Dunew        | 23    | männlich   | Turnen                     | Platz 6 mit der Mehrkampfmannschaft Platz 21 im Mehrkampf Platz 47 in der Boden-Qualifikation Platz 12 im Pferdsprung Platz 29 in der Barren-Qualifikation Silber am Reck Platz 22 in der Ringe-Qualifikation Platz 54 in der Seitpferd-Qualifikation                                                         |
| Andrian Duschew        | 26    | männlich   | Kanurennsport              | Bronze im K2 über 1000 Meter Platz 8 im K2 über 500 Meter |
| Rumjana Nejkowa        | 23    | weiblich   | Rudern                     | Platz 8 im Einer |
| Monika Gatschewska     | 22    | weiblich   | Leichtathletik             | Platz 6 im ersten Zwischenlauf über 200 Meter Platz 3 im dritten Vorlauf mit der 100-Meter-Staffel |
| Ljubomir Ganew         | 30    | männlich   | Volleyball                 | Platz 7 mit der Mannschaft |
| Iwajlo Gawrilow        | 25    | männlich   | Volleyball                 | Platz 7 mit der Mannschaft |
| Wesselina Gentschewa   | 15    | weiblich   | Turnen                     | Platz 69 in der Mehrkampf-Qualifikation Platz 90 in der Schwebebalken-Qualifikation Platz 51 in der Stufenbarren-Qualifikation Platz 60 in der Pferdsprung-Qualifikation Platz 87 in der Boden-Qualifikation                                                                                                  |
| Bisser Georgiew        | 22    | männlich   | Ringen                     | Platz 5 im Leichtgewicht griechisch-römisch |
| Galin Georgiew         | 26    | männlich   | Leichtathletik             | Platz 7 im Dreisprung |
| Iwana Georgiewa        | 24    | weiblich   | Fechten                    | Platz 31 im Florett-Einzel |
| Radoslawa Georgiew     | 20    | weiblich   | Wasserspringen             | Platz 16 vom Turm |
| Slatka Georgiewa       | 27    | weiblich   | Leichtathletik             | Platz 8 im vierten Zwischenlauf über 100 Meter Platz 7 im ersten Vorlauf über 100 Meter Platz 3 im dritten Vorlauf mit der 100-Meter-Staffel |
| Marija Grosdewa        | 24    | weiblich   | Schießen                   | Bronze mit der Luftpistole Platz 21 mit der Sportpistole |
| Iwan Gulew             | 38    | männlich   | Schießen                   | Platz 37 im Trap |
| Ilian Iliew            | 23    | männlich   | Gewichtheben               | Platz 6 im Federgewicht |
| Anton Iwanow           | 25    | männlich   | Leichtathletik             | Platz 6 im zweiten Vorlauf über 200 Meter |
| Iwan Iwanow            | 21    | männlich   | Turnen                     | Platz 6 mit der Mehrkampfmannschaft Platz 89 in der Mehrkampf-Qualifikation Platz 4 am Boden Platz 4 im Pferdsprung Platz 35 in der Barren-Qualifikation Platz 97 in der Reck-Qualifikation Platz 23 in der Ringe-Qualifikation                                                                               |
| Iwan Iwanow            | 24    | männlich   | Gewichtheben               | Platz 6 im Fliegengewicht |
| Iwan Iwanow            | 27    | männlich   | Ringen                     | Platz 5 im Federgewicht griechisch-römisch |
| Jewgeni Iwanow         | 22    | männlich   | Volleyball                 | Platz 7 mit der Mannschaft |
| Nikolaj Iwanow         | 24    | männlich   | Volleyball                 | Platz 7 mit der Mannschaft |
| Dejan Jordanow         | 20    | männlich   | Turnen                     | Platz 6 mit der Mehrkampfmannschaft Platz 47 in der Mehrkampf-Qualifikation Platz 78 am Boden Platz 53 im Pferdsprung Platz 68 in der Barren-Qualifikation Platz 68 in der Reck-Qualifikation Platz 85 in der Ringe-Qualifikation                                                                             |
| Nikolaj Jordanow       | 26    | männlich   | Kanurennsport              | Platz 8 im K4 über 1000 Meter |
| Walentin Jordanow      | 36    | männlich   | Ringen                     | Gold im Fliegengewicht Freistil |
| Diana Jorgowa          | 25    | weiblich   | Schießen                   | Silber mit der Sportpistole Platz 10 mit der Luftpistole |
| Joto Jotow             | 28    | männlich   | Gewichtheben               | Silber im Mittelgewicht |
| Jordan Jowtschew       | 23    | männlich   | Turnen                     | Platz 6 im Mannschaftsmehrkampf Platz 17 im Mehrkampf Platz 13 in der Boden-Qualifikation Platz 20 in der Pferdsprung-Qualifikation Platz 29 in der Barren-Qualifikation Platz 16 in der Reck-Qualifikation Platz 4 an den Ringen Platz 29 in der Seitpferd-Qualifikation                                     |
| Denislaw Kaltschew     | 23    | männlich   | Schwimmen                  | Platz 26 über 100 Meter Schmetterling Platz 30 über 200 Meter Lagen |
| Galina Kamenowa        | 25    | weiblich   | Rudern                     | Platz 10 im Doppelzweier |
| Petar Karadschow       | 21    | männlich   | Kanurennsport              | Platz 8 im K4 über 1000 Meter |
| Milko Kasanow          | 26    | männlich   | Kanurennsport              | Bronze im K2 über 1000 Meter Platz 8 im K2 über 500 Meter |
| Walentina Kewlijan     | 18    | weiblich   | Rhythmische Sportgymnastik | Silber mit der Mannschaft |
| Plamen Christow        | 31    | männlich   | Volleyball                 | Platz 7 mit der Mannschaft |
| Kalofer Christosow     | 27    | männlich   | Turnen                     | Platz 6 mit der Mehrkampfmannschaft Platz 40 in der Mehrkampf-Qualifikation Platz 66 in der Boden-Qualifikation Platz 63 in der Pferdsprung-Qualifikation Platz 73 in der Barren-Qualifikation Platz 71 in der Reck-Qualifikation Platz 41 in der Ringe-Qualifikation Platz 50 in der Seitpferd-Qualifikation |
| Tanju Kirjakow         | 33    | männlich   | Schießen                   | Bronze mit der Luftpistole Platz 20 mit der freien Pistole |
| Nikolaj Kolew          | 23    | männlich   | Rudern                     | Platz 9 im Zweier ohne Steuermann |
| Marija Kolewa          | 18    | weiblich   | Rhythmische Sportgymnastik | Silber mit der Mannschaft |
| Diana Kolewa-Zwetanowa | 36    | weiblich   | Badminton                  | Platz 17 im Doppel |
| Plamen Konstantinow    | 23    | männlich   | Volleyball                 | Platz 7 mit der Mannschaft |
| Stefka Kostadinowa     | 31    | weiblich   | Leichtathletik             | Gold im Hochsprung |
| Wessela Letschewa      | 32    | weiblich   | Schießen                   | Platz 13 mit dem Luftgewehr Platz 12 im Kleinkaliber-Dreistellungskampf |
| Dimitar Luntschew      | 19    | männlich   | Turnen                     | Platz 6 mit der Mehrkampfmannschaft Platz 32 im Mehrkampf Platz 64 in der Boden-Qualifikation Platz 42 in der Pferdsprung-Qualifikation Platz 64 in der Barren-Qualifikation Platz 21 in der Reck-Qualifikation Platz 74 in der Ringe-Qualifikation Platz 42 in der Seitperd-Qualifikation                    |
| Katerina Maleewa       | 27    | weiblich   | Tennis                     | Platz 17 im Doppel |
| Magdalena Maleewa      | 21    | weiblich   | Tennis                     | Platz 9 im Einzel Platz 17 im Doppel |
| Todor Manow            | 27    | männlich   | Ringen                     | Platz 8 im Schwergewicht griechisch-römisch |
| Martin Marinow         | 28    | männlich   | Kanurennsport              | Platz 5 im C2 über 500 Meter Platz 4 im C2 über 1000 Meter |
| Nonka Matowa           | 41    | weiblich   | Schießen                   | Platz 5 im Kleinkaliber-Dreistellungskampf Platz 20 mit dem Luftgewehr |
| Ilija Metschkow        | 26    | männlich   | Fechten                    | Platz 44 im Degen-Einzel |
| Petar Merkow           | 19    | männlich   | Kanurennsport              | Platz 9 im zweiten Halbfinale im K1 über 500 Meter /Platz 8 im K4 über 1000 Meter |
| Emil Milew             | 32    | männlich   | Schießen                   | Silber mit der Schnellfeuerpistole |
| Krastjo Milew          | 26    | männlich   | Gewichtheben               | Platz 8 im Leicht-Schwergewicht |
| Sewdalin Mintschew     | 21    | männlich   | Gewichtheben               | Bronze im Fliegengewicht |
| Swetla Mitkowa         | 32    | weiblich   | Leichtathletik             | Platz 18 in der Kugelstoßen-Qualifikation |
| Iwajlo Mladenow        | 22    | männlich   | Leichtathletik             | Weitsprung-Qualifikation |
| Stefan Mljakow         | 24    | männlich   | Bogenschießen              | Platz 45 im Einzel |
| Ljudmil Najdenow       | 25    | männlich   | Volleyball                 | Platz 7 mit der Mannschaft |
| Najden Najdenow        | 29    | männlich   | Volleyball                 | Platz 7 mit der Mannschaft |
| Neli Nedjalkowa-Botewa | 22    | weiblich   | Badminton                  | Platz 17 im Mixed Platz 17 im Doppel Platz 33 im Einzel |
| Iwan Netow             | 27    | männlich   | Judo                       | Platz 7 im Halb-Leichtgewicht |
| Orlin Ninow            | 26    | männlich   | Rudern                     | Platz 9 im Zweier ohne Steuermann |
| Daniela Oronowa        | 31    | weiblich   | Rudern                     | Platz 10 im Doppelzweier |
| Plamen Paskalew        | 20    | männlich   | Ringen                     | Platz 4 im Weltergewicht Freistil |
| Petja Pendarewa        | 25    | weiblich   | Leichtathletik             | Platz 5 im vierten Vorlauf über 100 Meter Platz 3 im dritten Vorlauf mit der 100-Meter-Staffel |
| Plamen Penew           | 20    | männlich   | Ringen                     | Platz 12 im Mittelgewicht Freistil |
| Nikolaj Pešalov        | 26    | männlich   | Gewichtheben               | Bronze im Bantamgewicht |
| Petar Petrow           | 21    | männlich   | Gewichtheben               | Platz 9 im Federgewicht |
| Marija Petrowa         | 20    | weiblich   | Rhythmische Sportgymnastik | Platz 5 im Einzel |
| Bonka Pindschewa       | 25    | weiblich   | Kanurennsport              | Platz 6 im zweiten Halbfinale im K2 über 500 Meter |
| Diana Popowa           | 19    | weiblich   | Rhythmische Sportgymnastik | Platz 11 in der zweiten Runde im Einzel |
| Iwa Prandschewa        | 24    | weiblich   | Leichtathletik             | Weitsprung Dreisprung |
| Neli Safirowa          | 19    | weiblich   | Kanurennsport              | Platz 6 im zweiten Halbfinale im K2 über 500 Meter |
| Koljo Sachariew        | 28    | männlich   | Schießen                   | Platz 19 mit der freien Pistole Platz 47 mit der Luftpistole |
| Nikolaj Scheljaskow    | 26    | männlich   | Volleyball                 | Platz 7 mit der Mannschaft |
| Plamen Scheljaskow     | 24    | männlich   | Gewichtheben               | Platz 4 im Leichtgewicht |
| Christo Stefanow       | 25    | männlich   | Leichtathletik             | Platz 30 im Marathon |
| Petko Stefanow         | 24    | männlich   | Leichtathletik             | Platz 80 im Marathon |
| Martin Stoew           | 24    | männlich   | Volleyball                 | Platz 7 mit der Mannschaft |
| Blagowest Stojanow     | 28    | männlich   | Kanurennsport              | Platz 5 im C2 über 500 Meter Platz 4 im C2 über 1000 Meter |
| Stojan Stojanow        | 27    | männlich   | Ringen                     | Weltergewicht griechisch-römisch |
| Petja Straschilowa     | 31    | weiblich   | Leichtathletik             | Platz 5 im vierten Vorlauf über 800 Meter Platz 11 im zweiten Vorlauf über 1500 Meter |
| Julijan Strogow        | 24    | männlich   | Boxen                      | Platz 17 im Fliegengewicht |
| Radoslaw Suslekow      | 22    | männlich   | Boxen                      | Platz 17 im Leicht-Weltergewicht |
| Maja Tabakowa          | 18    | weibliche  | Rhythmische Sportgymnastik | Silber mit der Mannschaft |
| Iwelina Talewa         | 19    | weiblich   | Rhythmische Sportgymnastik | Silber mit der Mannschaft |
| Serafim Todorow        | 27    | männlich   | Boxen                      | Silber im Federgewicht |
| Tontscho Tontschew     | 23    | männlich   | Boxen                      | Silber im Leichtgewicht |
| Dimo Tonew             | 31    | männlich   | Volleyball                 | Platz 7 mit der Mannschaft |
| Sabin Tschauschew      | 25    | männlich   | Schießen                   | Platz 16 mit der Schnellfeuerpistole |
| Georgi Tschojkow       | 22    | männlich   | Kanurennsport              | Platz 8 im K4 über 1000 Meter |
| Petar Usunow           | 25    | männlich   | Volleyball                 | Platz 7 mit der Mannschaft |
| Slatan Wassilew        | 23    | männlich   | Gewichtheben               | Platz 9 im Leichtgewicht |
| Wjara Wataschka        | 16    | weiblich   | Rhythmische Sportgymnastik | Silber mit der Mannschaft |
| Todor Welkow           | 19    | männlich   | Badminton                  | Platz 17 im Mixed Platz 33 im Einzel |
| Wenelina Wenewa        | 22    | weiblich   | Leichtathletik             | Platz 29 in der Hochsprung-Qualifikation |
| Wassil Wezew           | 22    | männlich   | Turnen                     | Platz 6 mit der Mehrkampfmannschaft Platz 111 in der Mehrkampf-Qualifikation Platz 103 in der Reck-Qualifikation Platz 25 in der Seitpferd-Qualifikation |
| Bratan Zenow           | 32    | männlich   | Ringen                     | Platz 10 im Leicht-Fliegengewicht griechisch-römisch |
| Stojko Zonow           | 27    | männlich   | Leichtathletik             | Platz 29 in der Dreisprung-Qualifikation |